# Hans Gram
 For alternative betydninger, se Hans Gram (flertydig). (Se også artikler, som begynder med Hans Gram)
Hans Gram (28. oktober 1685 – 19. februar 1748) var en dansk filolog og historiker.

## Opvækst og ungdom
Gram var født i Bjergby nogle kilometer nord for Hjørring, hvor hans fader Niels Hansen Gram var præst fra 1676 til sin død 1712. Moderen Anne Christensdatter Mule døde 1731. Begge forældrene tilhørte slægter, der havde hjemme i Vendsyssel. De havde ni børn. Et par af sønnerne blev præster, deriblandt den dygtige Laurids Gram (1701 – 1775), der begyndte sin embedsbane som subrektor i Ribe og endte som præst i Stege og provst på Møn. Fra hans hånd foreligger en latinsk biografi af hans berømte broder, der havde været som en fader for ham. Vita Johannis Grammii blev udgivet i 1942.
Hans Gram var meget svag som barn, og ingen ventede, at det skulle leve, men siden kom han til kræfter og udviklede sig godt. Da faderens embedsindtægter var små, underviste han selv sønnen, der allerede tidlig viste en sjælden begavelse. Navnlig udmærkede han sig ved en utrolig sikker hukommelse, et fortrinligt sprogtalent og en energisk flid. Faderen, der selv var en dygtig filolog, fandt i sønnen en overordentlig lærenem discipel. 1703 dimitterede han ham til Københavns Universitet, og allerede ved den Første Prøve vakte Hans Gram en formodning om, hvad den lærde verden med tiden kunne vente af ham. Som privatist blev han sat nederst på sit hold, ukendt stod han der, fattig klædt og uanselig, men da han i græsk opgav hele Homer og Callimachus, udbrød den eksaminerende professor Poul Vinding: "Hvad, du have læst og forstaa Callimachus!" Og end mere forøgedes forundringen, da han næsten fandt sin overmand i den 18-årige depositurus. Samme dag indbød han ham til sit bord, som om han anede, at Gram med tiden skulle afløse ham selv som lærer i græsk ved universitetet. Og efter denne gode begyndelse blev det ikke vanskeligt for Gram at vinde velyndere blandt professorerne, da hans flid og begavelse var parrede med et beskedent og tiltalende væsen. Snart åbnede Regensen sig for ham, og de værste bekymringer for fremtiden var således ryddede af vejen.
Universitetet var for øvrigt dengang ikke i nogen blomstrende tilstand. Frederik 4.s tid var lige så lidt som hans forgængers gunstig for litteratur og videnskabelighed. Men da lavmålet var nået, begyndte lidt efter lidt genrejsningen. Ludvig Holberg, der blev student året før Gram og udnævntes til professor samme dag som han, blev skaber af en ny litteratur, og Gram blev grundlægger af en ny videnskabelighed. Da han forstod selv at bane sig vej til kilderne og ved sit overordentlige sprogtalent ikke blot var i stand til at tilegne sig den klassiske oldtids viden til fuldkommenhed, men også at trænge ind i de fleste nyere kultursprog, blandt hvilke navnlig fransk i tiden blev ham som et nyt modersmål, så savnede han mindre den kyndige og omhyggelige vejledning end de fleste andre studerende, der ikke i den grad som han var selvhjulpne. Mange år efter, da Gram for længst var en af universitetets fædre, udtalte han:
Et ungt Menneske med god Begavelse og gode Skolekundskaber kan virkelig ved egen Flid og gode Bøgers Læsning (efter Raadførelse med vedkommende Professor) komme lige saa vidt som baade ved offentlige Forelæsninger og private Kollegier, og herpaa kunde vises og navngives mange Exempler,hvis Sagen i nogen Maade var tvivlsom.
At Gram har talt ud af erfaringer, han selv i sin ungdom har gjort, er højst sandsynligt. Og da han allerede som ung student viste den ham egne villighed til at meddele af sit selverhvervede forråd, blev han meget afholdt af sine medstuderende, mens de kyndigste af dem betragtede ham som den, der snart ville overstråle dem alle. En af Grams venner fra de dage var Christian Falster, med hvem han bevarede forbindelsen livet igennem.
Allerede fra 1704, da Gram havde taget filosofikum, deltog han i de akademiske disputationer over filologiske emner, og sådanne øvelser gav ham den første anledning til at betræde forfatterbanen, hvorved han kom i forbindelse med den berømte hamborgske filolog Johann Albert Fabricius, hvem han senere ydede væsentlige litterære tjenester. Tidlig blev han også kendt med Frederik Rostgaard, til hvem han siden var knyttet i 40 år, og med den lærde Søren Lintrup, i hvis Societas litteraria indagantium han indtrådte. Selv nævner han biskop Jens Bircherod i Ålborg (død 1708) som den, der først gav ham lyst til historiske undersøgelser. 1705 tog Gram den da brugelige baccalaureus-grad, og året efter blev han alumne på Elers Kollegium. Den plads, han fik, var bestemt for en matematiker, men skønt det egentlig ikke var hans fag, og Ole Rømer skal have ytret sig tvivlende, om han kunne udfylde pladsen, viste han dog snart ved nogle afhandlinger vedrørende oldtidens matematik, at han ikke gjorde den ham viste tillid til skamme. For øvrigt var teologi og filologi hans hovedstudier. I hans hjem næredes det ønske, at han skulle blive præst, men skønt intet ville have været ham lettere end at tage teologisk attestats med ære, underkastede han sig dog aldrig denne prøve, som ellers dengang blev taget af de fleste studerende, selv om de just ikke havde den gejstlige stand for øje. Derimod erhvervede han 1708 magistergraden og ernærede sig nu i nogle år dels ved undervisning, dels som korrektør i assessor Lauerentzens bogtrykkeri, hvilken sidstnævnte virksomhed han fortsatte også længe efter, at han var kommet i embede. I øvrigt studerede han videre med den ham egne utrættelighed og erhvervede det rige fond af kundskaber i forskellig retning, der med tiden gjorde ham til "Danmarks lærdeste mand".
I pestens tid 1711, da så mange flygtede, forblev Gram i København og bestyrede på Lauerentzens vegne det kongeligt privilegerede bogtrykkeri. Da konrektoren ved Vor Frue skole var bortreven af den frygtelige epidemi, overdrog biskop Christen Worm Gram det ledige embede, som ganske passede for ham, da han havde både lyst og gaver til at vejlede ungdommen. Senere optog den store bogsamler, juraprofessor Christian Reitzer, ham i sit hus. Gram havde vistnok allerede tidligere benyttet Reitzers udmærkede bibliotek, men nu fik han endnu bedre lejlighed til at fordybe sig deri og blev som en søn i huset. Reitzer har ved en given lejlighed på denne tid karakteriseret Gram som "et ærligt og dydigt Menneske, et ypperligt Hoved, som var lærd og foruden Hebraisk, Græsk og Latin forstod de fleste evropæiske Sprog, ja endog var bekvem til verdslige Sager og af den Færdighed, at han i 1 Time kunde gjøre det, som mange andre skulde være ganske Dage om."

## Embedskarriere
29. januar 1714 blev Gram beskikket til professor i det græske sprog ved Københavns Universitet. Da han imidlertid indtil videre ikke fik nogen løn som professor, måtte han være glad ved, at han tillige kunne betjene konrektoratet. I spøg plejede han derfor at sige, at professoren måtte dø af sult, dersom konrektoren ikke kom ham til hjælp. Ved sin overordentlige arbejdskraft blev det ham ikke vanskeligt til fulde at røgte begge embeder og dog finde tid til egne studier og til den brevveksling med lærde hjemme og ude, der år for år antog større omfang. Han var god at spørge, for sædvanlig havde han svaret på rede hånd, i ethvert tilfælde sparede han ingen møje for at give de forlangte oplysninger.
22. december 1718 ægtede Gram en bemidlet enke, Anne Cathrine Sylvers, tidligere gift med Hans Pedersen Holst, grynmåler ved det kongelige provianthus. Hun var 10 år ældre end Gram og havde fire børn. Da hun døde efter nogle måneders forløb (begravet 15. maj 1719 i sit 44. år), skal Gram have taget sig hendes død meget nær. Siden forblev han ugift. "Jeg har været der og kommer der ikke mere", skrev han til en ven. For sine stedbørn blev han en kærlig fader, og skønt én af dem, den begavede idealist og pietist Peter Nicolai Holst, "det 18. århundredes Søren Kierkegaard", der en tid var kapellan ved Trinitatis Kirke, voldte sin stedfader mange bryderier ved sin fanatiske optræden, der bevirkede hans afsættelse, så slog Gram ikke hånden af ham, men viste ham fremdeles faderlig godhed, så langt han end var fra at dele hans anskuelser.
Da Grams formuetilstand var blevet forbedret ved hans ægteskab, opgav han 1719 konrektoratet. Han fik det vidnesbyrd, at han havde været en mild og sagtmodig lærer, der havde vist megen godhed mod disciplene; de flittige havde han opmuntret ved belønninger, og de fattige havde han understøttet af sin egen lomme. Han havde tillige lagt en sjælden gave for dagen til at meddele disciplene netop så meget, som de kunne modtage, og at gøre dem alting forståeligt.
Efter at Gram havde opgivet skolen, var han i nogle år Københavns Universitets notarius eller sekretær og har som sådan forfattet en del programmer og lignende akademiske aktstykker. Der foreligger en række disputatser af ham (1722-1733) over Septuaginta (den græske oversættelse af Det Gamle Testamente) og dens anvendelse i Det Nye Testamente. Heri imødegår han navnlig den overdrevne forestilling, som visse, især katolske, teologer havde om denne oversættelses værd. I en tilhørers (C.F. Munthes) opskrift foreligger en forelæsning fra 1724-1725 af Gram over det 1. århundredes kirkehistorie, der udmærker sig lige så meget ved grundighed som ved klarhed i fremstillingen. Grams velynder Frederik Rostgaard tænkte på at udgive Ole Worms store brevsamling, der indeholder så rigt et materiale til lærdoms- og litteraturhistorien i det 17. århundrede, men da han 1725 var blevet styrtet fra sin høje embedsstilling og havde forladt hovedstaden, overlod han arbejdet til Gram, som også fuldendte det. Værket var så godt som færdigt fra trykken, da den ødelæggende ildebrand 1728 fortærede en stor del af oplaget. Da Grams egen bolig også brændte ved denne lejlighed, viste det sig for alvor, hvor afholdt han var af studenterne, idet en del af dem som et frivilligt brandkorps stillede sig til hans rådighed, hvorved det lykkedes ham af sin store bogsamling dog at redde de indbundne bøger, mens de uindbundne og den største del af hans papirer gik op i luerne.
Efter branden, da Gram var husvild, tilbød gehejmeråd Christian Ludvig von Plessen ham bolig i sit palæ. Dette ophold i von Plessens hus blev uden tvivl af afgørende betydning for Grams senere liv. Her blev han nemlig nøje kendt med flere af de mænd, som senere fik statens styrelse i deres hænder, navnlig, foruden ovennævnte gehejmeråd, hans broder overkammerherre Carl Adolph von Plessen samt Iver Rosenkrantz, mænd, der alle forstod at vurdere hans dybe lærdom og hans indsigt i mange forskellige ting, og som fik ham kær på grund af hans elskværdige væsen og urbane omgangstone, der på en tiltalende måde forenede alvor og humor. Da regeringsskiftet var foregaaet i oktober 1730 ved Frederik 4.s død og Christian 6.s tronbestigelse, og da ovennævnte stormænd var kommet i spidsen for ministeriet, blev Gram da også straks udset til nye og betydningsfulde opgaver. Med bibeholdelse af stillingen ved universitetet udnævntes han nemlig 17. november 1730 til kongelig historiograf, arkivsekretær og kongelig bibliotekar, og i anledning af Christian 6.s forestående kroning beskikkedes han 25. maj 1731 til gehejmearkivar og fik samme år titel af justitsråd.

## Gehejmearkivar og kongelig historiograf
Hver af de nævnte opgaver var stor nok for én mand, men ingen vil dog kunne sige med rette, at Gram forsømte noget af det, han havde påtaget sig. Hans arbejdskraft var lige så stor som hans flid. Hans akademiske gøremål gik deres vante gang. Han var efor for Borchs Kollegium og værge for Trinitatis Kirke, deltog i afholdelsen af eksaminer og i konsistoriums forhandlinger, hvor hans store anseelse gav hans stemme særlig vægt. Dog synes det, at han i sine forelæsninger mindre optog nye emner end tidligere. Lektionskatalogerne viser nemlig, at han fra 1733 stadig, ved siden af de græske profanforfattere, har læst over Ny Testamente, idet han vel nærmest har haft dets sproglige side for øje. Fra 1740, da han var blevet Københavns Universitets senior, hvorved forpligtelsen til forelæsninger på den tid bortfaldt, besørgede Caspar Frederik Munthe som vikar hans forelæsninger. 1732-1733, ligesom også 1744-1745, beklædte Gram rektoratet ved universitetet. Hans "rolige og sagtmodige" færd gjorde ham særlig skikket til denne æresplads. Da universitetet trængte til en reform, blev der under forsæde af statsminister Iver Rosenkrantz nedsat en kommission for at overveje sagen. I denne var biskop Christen Worm og Gram de vigtigste medlemmer, særlig den sidste, og den nye universitetsfundats af 31. marts 1732, som blev resultatet af forhandlingerne, kan for en ikke ringe del betragtes som Grams værk.
I det hele satte Christian 6. stor pris på Gram og benyttede ham meget. Undertiden besøgte kongen, uden ledsagelse af andre, ham på biblioteket eller arkivet, og når Gram da havde noget på hjertet, særlig når der var litterære foretagender, som skulle fremmes, benyttede han sådanne lejligheder til at sætte kongen ind i sagerne og vinde hans deltagelse for dem. Den anseelse og yndest, Gram nød hos de store i landet, kom også på forskellig måde videnskaben til gode, selv om man nu kan synes, at for meget af hans kostbare tid gik tabt ved den selskabelighed, hvori han blev inddraget af dem. Det var nemlig de fornemme meget kært at pryde deres saloner med denne hjemme og ude lige anerkendte lærde, der vidste alt og talte alle sprog, der, skønt han aldrig havde sat foden uden for Danmark, kunne underholde en franskmand om Versailles med en sagkundskab, der måtte sætte enhver i forbavselse, og som var så fortrolig med alle tiders historie, som om han havde færdedes på begivenhedernes skueplads. Fremmede statssendebud, der kom til København, søgte derfor hans selskab, og med nogle af dem vedligeholdt han forbindelsen, efter at de havde forladt landet. Herved – og ikke mindre ved den udbredte brevveksling Gram førte med en stor del af Europas berømteste lærde – kastedes en glans tilbage på hans fædreland, for hvis ære han altid var rede til at træde i skranken, hvad navnlig ses af hans skrift mod Johann Lorenz von Mosheim og hans brevveksling med den kejserlige gesandt og greve Heinrich Graf von Bünau, der selv var en lærd historiker.
Man har med rette bemærket, at den indflydelse, Gram havde på adelen i Danmar, bidrog til, at der strømmede en interesse for historie og videnskab ind i de højeste kredse, som man ikke havde kendt i lang tid. At være mæcen, at anlægge biblioteker og samlinger af natur- og kunstgenstande agtedes for noget, der ligesom hørte med til den høje stilling i samfundet. Breve som de, Gram vekslede med statholderen i Norge grev Christian Rantzau, med overkammerherre Carl Adolph von Plessen og andre, viser tydeligt, hvor stor tillid man havde til ham, og hvor megen vægt man tillagde hans mening, særlig i hvad der angik uddannelsen af unge adelsmænd, hvorfor en samtidig træffende har sagt, at han var en slags general-hovmester for de store herrers børn.
Sin virksomhed i arkivet og biblioteket omfattede Gram med megen interesse. Allerede 1731 lagde han grunden til den samling af afskrifter af diplomer til Danmarks historie, der siden fortsattes af hans discipel og efterfølger Jacob Langebek, og som sædvanlig efter denne kaldes Langebeks Diplomatarium. I en mængde afskrifter genkender man Grams egen hånd, og "hans rødkridt" spores alle vegne i arkivet. Biblioteket fik under ham ikke blot forskellige betydningsfulde forøgelser, men kom også, takket være Grams overordentlige hjælpsomhed, videnskaben langt mere til gode, end tilfældet havde været nogensinde tidligere. En række fremmede lærde fik af ham understøttelse til udgaver, særlig af klassikerne. Således Johann Albert Fabricius til hans Bibliotheca græca, Carl Andreas Duker til Thucydides De bello Peloponnesiaco libri octo (Thukydids værk om den Peloponnesiske Krig), Johann Christoph Wolff til Anecdota Graeca , sacra et profana, S. Havercamp til Flavius Josefus, Arnold Drakenborch til Livius, Johann Jakob Breitinger til Septuaginta og flere.
I de forskellige kommissioner, hvortil Gram kaldtes, ydede han altid dygtigt arbejde. Således i den vedrørende latinskolernes reform, der førte til udstedelsen af forordningen af 17. april 1739, hvorved mange småskoler nedlagdes, og de øvrige udrustedes med større midler, ligesom undervisningen reformeredes. Det fremhæves, at Gram hindrede en alt for overdreven reduktion af skoler, og at han beskærmede de fattiges adgang til stipendier. I den kommission, der fra 1739 havde til formål at revidere den danske bibeltekst, var Gram egentlig den, der trak læsset, som hans endnu bevarede udkast viser. Det lå ham alvorlig på sinde, at de bibelske bøger blev gengivet i et så rent dansk sprog som muligt, men de endeløse forhandlinger i kommissionen trykkede ham dog i ikke ringe grad, da hans kostbare tid derved bortødsledes, uden at et tilsvarende udbytte opnåedes. Af størst betydning for videnskaberne blev hans sæde i den såkaldte Medaillekommission fra 1739, der havde til formål at beskrive Den Kongelige Mønt- og Medaillesamling, for vel kom værket ikke på den tid til udførelse, men det gav anledning til, at Gram 1742 indkom til kongen med et forslag til oprettelse af et selskab for fædrelandets antikviteter og historie efter det svenske Antikvitetskollegiums mønster. Planen modtog nogle ændringer og førte da til oprettelsen af Det Kongelige Danske Videnskabernes Selskab, idet samfundets opgave udvidedes til at omfatte også andre videnskaber end oldstudiet og historien. Selskabet begyndte sin virksomhed 1743, og gehejmeråd J.L. Holstein blev dets første præsident, men sjælen i samfundet var i dets første periode Gram, som hans afhandlinger i 1.-5. bind af selskabets skrifter tydeligt viser.
Også med hensyn til et andet litterært selskab, der, til forskel fra det mere omfattende Videnskabernes Selskab, sædvanlig kaldtes "det lille", nemlig Det kongelige danske Selskab for Fædrelandets Historie (ved stiftelsen var navnet Det danske Selskab til den nordiske Histories
og Sprogs Forbedring), der blev stiftet 1745, har Gram ikke ringe fortjeneste, skønt det er hans discipel Jacob Langebek, der har æren af dets stiftelse og blev dets første forstander.
Ligesom de ovennævnte kommissioner optog meget af Grams tid, således også de opgaver, der offentlig og privat stilledes ham. Selv ytrede han engang (1734): "Stundum maa jeg lade mig bruge til det, hvoraf jeg noget har lært, stundum til andet, hvoraf jeg aldrig i mine Dage har tænkt paa det ringeste at lære". Ved det sidste kunne man mulig tænke på de handelsaffærer på Ostindien og Kina, i hvilke Gram i en række år var impliceret, vistnok mere for at føje sine fornemme venner, som han måtte holde ajour med sagernes gang, end efter eget initiativ.
Grams breve til Rostgaard, grev Chr. Rantzau og andre viser tydeligt, hvor megen tid han anvendte i sine venners tjeneste, ofte i aldeles illitterære sager. De hverv, der pålagdes ham af regeringsautoriteter, plejede dog at stå i nærmere forhold til hans egentlige kald, om de end kunne være besværlige nok, som da kongen 1734 forlangte hans betænkning om den af en tysker givne forklaring af indskriften på det ved Møgeltønder fundne guldhorn, eller da udenrigsminister J.S. Schulin 1741 forlangte og fik oplysninger om fiskeriet og den for fremmede nationer forbudte handel på Island, Færøerne og Norge.
Ikke få af Grams skrifter har deres oprindelse fra opfordringer eller spørgsmål der blev stillet ham, og da han ikke synes at have haft nogen stærk selvdrift i retning af offentliggørelse af sine studier, kan man sige, at disse tilskyndelser udefra har været betydningsfulde, idet efterslægten derved delagtiggjordes i det uhyre kundskabsforråd, som Gram sad inde med, men som vel ellers unyttet ville være gået med ham i graven. Dette gælder således hans deltagelse i udgivelsen af Niels Pedersen Slanges Christian IV's Historie. Konferensråd Slange havde udarbejdet et sådant værk, men da han var en meget gammel mand, og værket led af adskillige mangler, gav Christian 6. omkring 1733 Gram det hverv at gennemgå skriftet inden trykningen og at påse, at der intet fandtes i samme, der stred imod sandheden eller kunne være krænkende for Christian 4. Det var et såre møjsomt hverv for Gram, især på grund af det ejendommelige forhold, hvori han var stillet til Slange, hvorved det ikke blev muligt for ham at røre sig frit før efter dennes død i 1737. Med hensyn til den nævnte historie, som først udkom 1749, efter at også Gram var gået bort, var forholdet derfor dette: Historien før 1613 er væsentlig Slanges arbejde, 1613-1629 har Gram bidraget betydeligt til at udfylde manglerne, og 1629-1648 har han haft fri hånd over det foreliggende manuskript.
En noget lignende stilling indtog Gram også til den florentinske udgave af Johannes Meursius' Historia Danica. Johannes Lamius, en italiensk videnskabsmand, ville foranstalte en samlet udgave af Meursius' lærde værker og henvendte sig derfor her til landet for at få bistand. Gram påviste da, at Meursius' Historia Danica var et andenhåndsarbejde uden videnskabeligt værd, men da Lamius alligevel ville have den med i udgaven, påtog han sig det uhyre arbejde i form af noter under teksten at rette, supplere og forbedre den foreliggende historie, så at den 9. del af Meursius' Opera (udkommet 1746) fra at være et værk, der kun havde værdi i stilistisk henseende, blev et af de vigtigste kildeskrifter til Danmarks ældre historie. Tillige forsynede han den italienske udgiver med afskrifter af en stor samling breve fra og til Meursius, der blev trykt i værkets 11. del. Grams "Commentatio de ficta Henrici Aucupis expeditione Danica", der udkom i et tidsskrift i Leipzig, er en udvidet bearbejdelse af en af de kritiske undersøgelser, som Meursius' historie gav anledning til.
Når Gram 1737 udgav Niels Krags hidtil utrykte Annales Christiani III, ledsaget af forskellige andre bidrag til samme konges historie, så var Meursius på en måde også anledning dertil. Det var nemlig Gram om at gøre at vise, at Krag var den egentlige forfatter af Christian 3.s historie, som Meursius ved nogle ændringer, mest af stilistisk art, havde gjort til sit værk. Tillige forøgede han arbejdets værd i høj grad ved en lang og meget instruktiv indledning, der ikke uden føje af Caspar Paludan-Müller blev betegnet som den første prøve på og mønster af en historisk kildekritik i den danske litteratur.
Da Videnskabernes Selskab 1744 foranstaltede udgivelsen af Johannes Mollers store litteraturleksikon, Cimbria literata, forsynede Gram også dette værk med en udførlig og fortrinlig fortale, hvori han bl.a. fremstillede sine grundsætninger med hensyn til den historiske kritik. Også udgaven af Anders Bordings poetiske skrifter (1735) har Gram stor fortjeneste af og har i en længere fortale udtalt sig om den nævnte digter og hans arbejders værd.
Da Gram 1745 nedlagde rektoratet ved Københavns Universitet, holdt han en lang og i litteraturhistorisk henseende meget indholdsrig tale, De origine et statu rei litterariæ in Dania et Norvegia usqve ad fundatam Universitatem Hafniensem, der blev trykt i Dänische Bibliothek VII. Derimod fik han aldrig et andet arbejde af lignende art, nemlig en udsigt over historieskrivningen i Danmark, fuldendt. Kun hans udkast til skriftets grundlinjer er bevaret (Scriptores Rerum Danicarum I, Præfatio). Heller ikke den samling af kildeskrifter til Danmarks historie, som han allerede 1718 syslede med, nåede væsentlig ud over planernes og overvejelsernes område. Derimod gav stiftelsen af Videnskabernes Selskab ham anledning til at udarbejde en række interessante afhandlinger over emner vedrørende Danmarks historie og sprog. Blandt disse afhandlinger, "der endnu ere Mønstre paa historisk Kritik og kritisk Sproggranskning" i Paludan-Müllers øjne, kan nævnes: Om det Aar, da Knud den store rejste til Rom, Om Krudtets Opfindelse og Brug i Danmark, Om Christian II's Religionsreformation, Om Theophrastus Paracelsus har været i Danmark, Om Christian II's Medfølgere ud af Danmark, Forbedringer til Kong Valdemar Christoffersens Historie, Om Christian II's Datter Christine samt Om Ordene Skrifte og Skriftemaal, Om Ordet Dimmeluge, Om Hærmand eller Herremand, Om Ordet Arildstid, Prøve af danske Ord og Talemaader af det angelsaxiske Sprog forklarede.
Overskuer man hele Grams historiske forfatter- og udgivervirksomhed, hvortil endnu kunne føjes en ufuldendt udgave af Knytlinga Saga med latinsk oversættelse, så ser man, at den tilhørte tiden efter 1730, da Gram som kongelig historiograf og arkivar havde fået et bestemt kald i historisk retning. Så godt som alle skrifterne fremkom efter ydre foranledning. Dog er det Grams uforglemmelige betydning, at ved ham begyndte den historiske kritik at uddanne sig i Danmark.
Al tidligere Kritik var tilfældig, fremtvungen af Kildernes indbyrdes Modsigelse eller alt for aabenbare Ensidighed. Nu viser Gram, at det overalt gjælder om ikke at gjentage blindt hen, hvad der alt er sagt, men at prøve, hvad der siges, af. hvem det siges, at afveje Kildernes Troværdighed og overalt nøje at klare sig, om det angivne er muligt, om det er sandsynligt og rimeligt eller endelig bevist. Kun gjennem Saadanne Særstudier kunne vi – sagde han – komme til et Fremskridt i den historiske Videnskab som det, hvortil man er naaet i Tyskland og Frankrig. (Paludan-Müller)
I april 1746 blev Gram udnævnt til etatsråd. Nogle måneder efter døde Christian 6. Gram havde haft øje for manglerne i denne konges regeringsførelse. Han havde følt det tryk, der i flere henseender havde hvilet på folket. I et brev til en ven havde han ytret: "Her er mere end paa noget andet Sted Hold paa Folkets Mund og Pen". Gram var visselig en oprigtig kristen, men efter gammel stil. Det pietistiske væsen var ham derfor imod, så venligt hans forhold end var til enkelte af denne retnings fremtrædende mænd, f.eks. professor Jeremias Friedrich Reuss, der tillidsfuldt rådførte sig med Gram om teologiske spørgsmål. Modsætningen til den da herskende retning havde bragt Gram nærmere til hans kollega Ludvig Holberg, hvis tidligere optræden i Peder Paars og komedierne havde været ham imod, men hvem Gram efterhånden kom til at betragte som en mand, der var vel skikket til at revse overdrivelserne og latterlighederne i tiden, og som derfor havde hans sympati. Kendeligt er det også, hvor meget Gram interesserede sig for de naturvidenskabelige undersøgelser, som begyndte at vinde indgang. "Han staar derfor som Overgang fra den gamle Tid til den nye, der begge have Del i ham." En så omfattende lærdom som den, Gram besad, er nu en umulighed på grund af videnskabernes fremskriden og deraf følgende deling. Hans overlegne kundskaber i forhold til hans samtidige gav hans arbejder den afgørende sikkerhed, der karakteriserer dem, og skaffede hans kritik indgang. Der er noget vederhæftigt ved Grams stil, særlig når han skriver latin. Man mærker, at det er en mand, der har fast grund under fødderne og derfor træder sikkert, hvor han færdes.
Gram skulle ikke længe overleve regeringsskiftet. Efter i mange år at have kunnet glæde sig ved en uforstyrret sundhed og en ualmindelig arbejdskraft faldt han i sit 63. år i en sygdom, som han selv anså for dødelig. Han var dog ikke sengeliggende, men arbejdede indtil få timer før sin død. Men da han om aftenen ville se på uret, mærkede han, at synet svigtede ham. "Derefter lagde han sig paa Sengen, laa nogle Timer stille og talte med sin Gud og forlod saa denne Verden som en mæt Gjæst".
Hans minde hædredes ved et meget talrigt ligfølge. Videnskabernes Selskab lod slå en erindringsmedalje, og Henrik Hielmstierne holdt en lovtale over ham i dette selskab. Meget efterlod han ufuldendt, men han kunne dog med sandhed sige: Jeg har arbejdet uafladeligt, ufortrødent; tiden kunne jeg ikke forlænge. Mænd, som han havde uddannet, trådte i hans spor og optog den tråd, der ved hans død var bristet.
I mange år havde Gram ført fælles husholdning med lægen Jens Bing, hvis noget skarpe væsen og raske domme var en slags forfriskelse for Gram i hans hviletimer. Morsomt er det at læse Grams ytringer om, at han ikke turde lade Bing mærke noget til sit kvaksalveri med det tjærevand, som han og gamle Jørgen Fyrbøder i arkivet i smug tilberedte, og som han selv drak og anbefalede sine fornemme venner. Peter Friderich Suhm, der i sin ungdom havde kendt Gram og af denne ligesom var indviet til historikerkaldet, sagde om ham, at han ingen fejl havde uden nogen hastighed. En anden samtidig sagde om ham: Han blev til sidst noget gnaven af det meget arbejde. Det er vel altså sandt – Gram indrømmede det selv – men lige så vist er det, at han for øvrigt var en ualmindelig ædelt tænkende og tiltalende personlighed, en mand, der ikke søgte sit eget, gerne ville hjælpe andre og altid bedømte sig selv og sine evner med den største beskedenhed.

## Filologiske arbejder
De trykte arbejder til den klassiske og fortrinsvis da den græske filologi, som foreligger fra Hans Grams hånd, er hverken mange i antal eller store i omfang. De har alle form af disputationer, som han har skrevet dels som alumnus på Elers Kollegium, dels som professor ved Københavns Universitet. På kollegiet var han kommet ind på en plads, der egentlig skulle tilfalde en matematisk studerende, og det er derfor, at hans disputationer fra kollegietiden for størstedelen drejer sig om emner, der står i nærmere eller fjernere berøring med de matematiske videnskaber. Den mærkeligste af disse afhandlinger er skriftet De origine geometriæ apud Egyptios fra 1706. Han bekæmper deri den i de tider almindelig antagne mening, at geometrien først skulle være fremkommet i Egypten på Sesostris' tid og have sit udspring fra nødvendigheden af en grænseregulering af markerne, når Nilens oversvømmelser havde udslettet grænseskellene, og han viser med rette, at det er en blot og bar gisning af Herodot, ikke nogen positiv efterretning hos ham, man har begrundet denne anskuelse med. I overensstemmelse med andre steder hos de gamle forfattere vil han hævde geometrien en langt større ælde og henføre dens oprindelse til den mytiske egyptiske Hermes (Thoth), og så falder han på den besynderlige idé at ville bevise, navnlig ved hjælp af steder hos meget sene jødiske eller kristelige græske forfattere, at denne Thoth snarest må være identisk med Bibelens Abraham.
Mere egentlig filologisk karakter har en anden afhandling fra 1710: Observationes ad Arati Phænomena, en eksegetisk-kritisk kommentar til dette astronomiske læredigt. Af hans universitetsarbejder er det betydeligste vistnok hans Historia deorum ex Xenophonte (1716), i hvilket han i tilknytning til de navne på guder og heroer, der findes i Xenofons værker, giver en på visse punkter meget udførlig og indgående, på andre mere knapt holdt, udvikling af de mytologiske forestillinger, der samler sig om disse navne. I et tillæg dertil yder han en ret anselig række bidrag til den da meget mangelfulde græske leksikografi, væsentlig hentede fra læsningen af Xenofon. Værket, som egentlig kun er første afsnit af et påtænkt større arbejde, Antiqvitates Xenophonteæ, der dog aldrig kom til udførelse, vidner om stor belæsthed i den græske litteratur og om nøje bekendtskab med de foreliggende arbejder af ældre filologer. Mod disse
retter han ofte en berigtigende og supplerende kritik, men over for selve oldtidsforfatterne optræder han mere som notitssamlende end som kritiserende, når undtages, at han på enkelte steder
ikke uden held forsøgte sig i verbalkritik. Enkelte ret værdifulde bidrag til Thukydids eksegese og kritik foreligger i hans Castigationes ad scholia in Thucydidem, to disputationer fra 1721-22. De er også benyttede af senere udgivere, f.eks. K.W. Krüger. Til sidst må omtales hans Notitia veterum Græcæ lingvæ autorum contractior, to disputationer fra 1729-32, en kortfattet græsk litteraturhistorie, der (til dels i kronologisk orden) omhandler de bevarede og nogle enkelte af de tabte græske forfattere fra Homer til Aristoteles. Efter angivelsen på titelbladet har skriftet nærmest været bestemt til at danne grundlaget for udførligere forelæsninger over den græske litteraturhistorie. Værket er udarbejdet i stil med Oluf Borchs latinske litteraturhistorie, men af ringere værd. Den alt for ensidige fremhævelse af forfatternes stilistiske ejendommeligheder, mens andre og vigtigere karaktermærker for deres forfattervirksomhed forbigås eller dog ikke kommer fuldt til deres ret, er her ikke på sin plads, og i de biografiske og bibliografiske bemærkninger følges den da antagne overlevering temmelig godtroende.
Om Grams filologiske arbejder i det hele kan man vel udtale den dom, at de vistnok for deres tid har været meget dygtige og godt kunne gøre det forståeligt, at han har vundet ry for at være en meget lærd og grundig filolog, men de bærer dog så stærkt præg af den tids arbejdsbetingelser og arbejdsmetode, at de, bortset fra visse enkeltheder, ikke kunne have megen betydning for nutiden. En totalanskuelse af den græske oldtid kommer ingensteds til orde hos ham. Hans latinske sprog er i de ældre skrifter tungt og knudret, i de senere betydelig bedre, men dog aldrig rigtig elegant.
For skolerne har han virket ved udgivelsen af sin Nucleus Latinitatis, hvis dette værk da virkelig skyldes ham, for efter Worms udtalelse i hans litteraturleksikon synes der at have hersket
nogen tvivl derom, og vist er det, at det ikke bærer hans navn på titelbladet. Men det har dog almindelig gået for at være af ham, og det var fra dets første fremkomst i 1722 den mest brugte latin-danske (og ved det tilføjede register også dansk-latinske) ordbog i skolerne, lige indtil Jacob Badens ordbøger afløste det.

## Ekstern henvisning
- Biografi i Dansk biografisk leksikon 1. udgave